# Soni Ekspirija M4 Akva
Soni Ekspirija M4 Akva (енгл. Sony Xperia M4 Aqua) je telefon otporan na vodu i prašinu, spada u srednju klasu Android smart telefona, razvijen i proizveden od strane kompanije SONY. Telefon je predstavljen zajedno sa Ekspiria Z4 Tabletom na konferenciji za novinare koju je održao SONY tokom 2015. godine, Mobile World Congress u Barseloni, Španija, 2. marta. Pet meseci kasnije, saopšten je naslednik Eksperija M5. Međutim, proizvodnja M4 Akva telefona je još uvek u toku i na tržištu je u nižem opsegu od M5.
Ključna karakteristika telefona je to što je vodootporan i otporan na prašinu, imajući IP ocenu IP65 i IP68. To je Sonijev prvi smartfon koji poseduje okta-core procesor, kao i Sonijev prvi vodootporni smartfon koji poseduje izloženi mikro USB port.

## Specifikacije

### Hardver
Slično Ekspirija Z3 telefonu, dizajn se sastoji od plastičnog okvira, umesto metala, sa plastičnom poleđinom. Uređaj nosi IP od IP65 i IP68. Isto tako, mikro USB port uređaja je otkriven za razliku od ostalih Eksperija uređaja. Uređaj poseduje 5.0 inča (13 cm) 720p ekran sa gustinom od 294 ppi. Uređaj ima Snapdragon 615 (MSM8939) okta-core procesor koji radi na 1,5 GHz sa 2 GB RAM-a. Zadnja kamera Ekspirija M4 Akva je 13 megapiksela sa senzorom slike Nokia Ekmor RS i prednja kamera je 5 megapiksela. Uređaj je opremljen sa ANT + ™ sportskom, fitnes, zdravstvenom podrškom.

### Softver
Ekspirija M4 Akva se isporučuje sa Android 5.0 (Lollipop) i takođe je to Sonijev prvi uređaj koji dolazi sa instaliranim Android 5.0 (Lollipop). Uređaj je ažuriran na Android 6.0 Marshmallow u julu 2016. godine.

## Prijem
Tom's Hardware je nabrojao Ikspirija M4 Akva kao najvredniji telefon u svojoj Mobile World Congress 2015 listi najboljih. CNET je pregledao telefon i dao ocenu 3 od 5, hvaleći izgrađen kvalitet telefona i kritikovao kvalitet kamere. Phonearena je dao ocenu 7 od 10, hvaleći dizajn telefona i njegov cenovni rang, ali je kritikovao kameru i nisku unutrašnju veličinu skladišta uređaja.